# Procaína
A procaína é um fármaco anestésico local do grupo amino éster. É usada principalmente para reduzir a dor de uma injeção intramuscular, de queimaduras e/ou de cirurgias locais, especialmente por médicos dentistas. Devido à larga difusão do nome comercial "Novocain", a procaína é conhecida às vezes genericamente como novocaína ou novacaína.

## Utilização
A procaína raramente é usada hoje, já que existem alternativas mais eficazes (e menos suceptíveis a reações alérgicas), tais como a lidocaína (xilocaína). Antes da descoberta da procaína, a cocaína era o anestésico local mais usado. A procaína tem a vantagem de causar a vasodilatação das vias sanguíneas, o que aumenta o fluxo sanguíneo. Muito usada em casos de comprometimento do fluxo sanguíneo periférico causado por injeção (acidental) intra-arterial(IA) de uma substância irritante ou da injeção de adrenalina ou noradrenalina na ponta de um dedo ou artelho.

### Anti-envelhecimento
A procaína é o ingrediente preliminar na preparação da controversa substância "Gerovital H3" ou "GH3", cujos defensores atribuem várias qualidades, entre as quais retardar os efeitos do envelhecimento das células. Estas reivindicações foram estudadas desde a década de 1960. Contudo, atualmente, em amplos estudos, foram refutadas.

## Farmacocinética
A procaína é um anestésico local de tipo éster, injetável (SC ou IM), disponível em doses de 1 a 2%, metabolizado no plasma pela enzima pseudocolinesterase (ou bitirilcolinesterase) a ácido p-aminobenzóico (PABA), que é excretado depois pelos rins, na urina. As reações alérgicas à procaína não são geralmente decorrentes da procaína por si só, mas da PABA. Aproximadamente 1 em 3000 indivíduos tem uma incompatibilidade atípica com a pseudocolinesterase, e não realizam a hidrólise de éster-anestésicos, tais como a procaína, resultando em um período prolongado de níveis elevados do anestésico no sangue, aumentando a sua toxicidade. 
O hidrocloreto de procaina é na realidade o hidrocloreto de 4-aminobenzoato de 2-(dietilamino)etila, que possui dois CAS# 51-05-8 e CAS# 91484-72-9, cujo peso molecular é 272,77, é solúvel em água e tem um ponto de fusão de 154-158 graus centígrados.

## Farmacodinâmica
Impede a propagação de impulsos nervosos pela inibição dos canais de sódio. É categoria D, atravessa a placenta, mas não se sabe se passa para o leite materno. Antagoniza sulfonamidas.

## Contra-indicações
Em pessoas com problemas cardíacos ou em idosos, pode produzir convulsões, bradicardia, arritmias prolongadas e hipotensão grave.

## História
A procaína foi sintetizada pela primeira vez em 1905, sendo o primeiro anestésico local sintético injetável usado. Foi realizado pelo químico alemão Alfred Einhorn (1857-1917) que deu ao produto químico o nome comercial de "Novocaína", do latim "Novus" (novo) mais "caine" como na "cocaína". Foi introduzida no uso médico pelo cirurgião Heinrich Braun (1862-1934).